# Eslamshahr
Eslamshahr (em persa: اسلامشهر, romanizada como Eslāmshahr), é a capital do Condado de Eslamshahr, na Província de Teerã, no Irã. (O antigo nome histórico "Bahramabad" agora é aplicado apenas a um pequeno subúrbio norte de Eslamshahr, ou a "aldeia de Bahramabad"). No censo de 2006, a sua população era de 357 171 pessoas, distribuídas em 91 293 famílias. Em 2011, Eslamshahr era o 19ª maior cidade do Irã.